# La mise au tombeau
La mise au tombeau è un cortometraggio del 1903 diretto da Lucien Nonguet e Ferdinand Zecca. Ventiquattresimo episodio del film La Vie et la Passion de Jésus-Christ (1903), che è composto da 27 episodi.

## Trama
Maria ed i discepoli mettono il corpo di Gesù nella tomba. Una pesante pietra viene posta davanti alla porta e le sentinelle si radunano davanti.